# Betza (Mischna)
Betza (hebräisch ביצה ‚Ei‘) bzw. Jom Tov (יום טוב ‚Feiertag‘) ist ein Traktat der Mischna in der Ordnung Mo'ed (Festzeiten, Festtag).

## Name und Stellung im Seder
Der Name Betza bezieht sich, wie bei antiken Büchern im Orient üblich, auf das erste Wort im Traktat:

„Ein Ei, das an einem Feiertag gelegt wurde – das Haus Schammai sagt: Es soll gegessen werden! Aber das Haus Hillel sagt: Es soll nicht gegessen werden. Das Haus Schammai sagt: Sauerteig wie eine Olive und Gesäuertes wie eine Dattel. Das Haus Hillel sagt: Dieses und jenes wie eine Olive.“

Die Bezeichnung Jom Tov hingegen fasst den Hauptinhalt des Traktates, die Behandlung religiöser Feiertage, zusammen.
In den bedeutenden Mischnahandschriften und traditionellen Ausgaben steht der Traktat an siebenter Stelle nach Sukka und vor Rosch ha-Schana, in der Talmudhandschrift München jedoch an achter Stelle nach Joma und vor Scheqalim.

## Inhalt
Der Traktat behandelt halachische Regelungen zu den Feiertagen, an denen nicht gearbeitet werden soll, die Zubereitung von Speisen jedoch – im Gegensatz zum Schabbat und zu Jom Kippur – erlaubt ist.

„Es gibt keinen [Unterschied] zwischen Feiertag und Schabbat außer der Speisenzubereitung.“

Es handelt sich dabei um den jeweils ersten und letzten Tag von Pessach und Sukkot sowie die Feste Schavuot und Rosch ha-Schana. Allerdings gibt es ungeachtet dieser Aussage zwischen den genannten Feiertagen weitere Unterschiede, welche im Traktat verhandelt werden. Zu Schabbat und Jom Kippur existieren daneben eigene Mischnatraktate.
Im Zentrum des ersten Kapitels stehen zwei Grundprinzipien: Zum einen müssen Gerätschaften, die zur Verrichtung von Tätigkeiten am Feiertag benötigt werden, schon am Vortag bereitgestellt werden. Zum anderen ist darauf zu achten, dass Tätigkeiten die sowohl werktags als auch feiertags durchgeführt werden, am Feiertag auf eine besondere Weise durchgeführt werden.
Das zweite Kapitel widmet sich v. a. der Speisenzubereitung, während im dritten Kapitel die Behandlung von Haus- und Wildtieren im Vordergrund steht. Daran anknüpfend diskutiert die letzte Mischna Bestimmungen zum Handel von Lebensmitteln. Das vierte und fünfte Kapitel beschäftigen sich mit Fragen des Transports von Gegenständen.
Weitere Informationen finden sich in der Tosefta sowie in der Gemara des eretz-jisra'elischen und des babylonischen Talmuds.